# Liste der Kulturdenkmäler in Dreieich
Die folgende Liste enthält die in der Denkmaltopographie ausgewiesenen Kulturdenkmäler auf dem Gebiet  der  Stadt Dreieich, Landkreis Offenbach, Hessen.
Hinweis: Die Reihenfolge der Denkmäler in dieser Liste orientiert sich zunächst an Stadtteilen und anschließend der Anschrift, alternativ ist sie auch nach der Bezeichnung, der vom Landesamt für Denkmalpflege vergebenen Nummer oder der Bauzeit sortierbar.
Kulturdenkmäler werden fortlaufend im Denkmalverzeichnis des Landes Hessen durch das Landesamt für Denkmalpflege Hessen auf Basis des Hessischen Denkmalschutzgesetzes (HDSchG) geführt. Die Schutzwürdigkeit eines Kulturdenkmals hängt nicht von der Eintragung in das Denkmalverzeichnis des Landes Hessen oder der Veröffentlichung in der Denkmaltopographie ab.

Das Vorhandensein oder Fehlen eines Objekts in dieser Liste ist keine rechtsverbindliche Auskunft darüber, ob es Kulturdenkmal ist oder nicht: Diese Liste entspricht möglicherweise nicht dem aktuellen Stand der offiziellen Denkmaltopographie. Diese ist für Hessen in den entsprechenden Bänden der Denkmaltopographie Bundesrepublik Deutschland und im Internet unter DenkXweb – Kulturdenkmäler in Hessen einsehbar. Auch diese Quellen sind, obwohl sie durch das Landesamt für Denkmalpflege Hessen aktualisiert werden, nicht immer aktuell, da es im Denkmalbestand immer wieder Änderungen gibt.
Eine verbindliche Auskunft erteilt allein das Landesamt für Denkmalpflege Hessen.
Nutze diese Kartenansicht, um Koordinaten in der Liste zu setzen. In dieser Kartenansicht sind Kulturdenkmale ohne Koordinaten mit einem roten bzw. orangen Marker dargestellt und können in der Karte gesetzt werden. Kulturdenkmale ohne Bild sind mit einem blauen bzw. roten Marker gekennzeichnet, Kulturdenkmale mit Bild mit einem grünen bzw. orangen Marker.

## Kulturdenkmäler nach Ortsteilen

### Buchschlag
| Bild                                                             | Bezeichnung                                                      | Lage                                                                                       | Beschreibung | Bauzeit                                                                        | Objekt-Nr. |
| ---------------------------------------------------------------- | ---------------------------------------------------------------- | ------------------------------------------------------------------------------------------ | --- | ------------------------------------------------------------------------------ | ---------- |
| Gesamtanlage Villenkolonie                                       | Gesamtanlage Villenkolonie                                       | Buchschlag Lage                                                                            | Der Bebauungsplan für die Villenkolonie Buchschlag wurde von Friedrich Pützer 1905 entwickelt und orientierte sich an den Ideen der englischen Gartenstadtbewegung. Die Finanzierung des Siedlungsbaus erfolgte durch eine vom Frankfurter Kaufmann Jakob Latscha gegründete Genossenschaft, die auch die Vorgaben für den Bebauungsplan erarbeitete. Vor allem Angehörige der oberen Bürgerschicht siedelten sich hier an. Die Gesamtanlage ist ein frühes Beispiel für die deutsche Gartenstadtbewegung. |                                                                                | 41711 DDB  |
| Landhaus                                                         | Landhaus                                                         | Buchschlag, Bogenweg 6 LageFlur: 1, Flurstück: 87/18                                       | Verputztes kubisches Landhaus mit Zeltdach, nach Plänen von Wissenbach erbaut. | 1913                                                                           | 41712      |
| Eberhard-Haus                                                    | Eberhard-Haus                                                    | Buchschlag, Bogenweg 8 LageFlur: 1, Flurstück: 87/8                                        | Kubisches Landhaus mit holzverschindeltem Obergeschoss und überstehendem Walmdach, nach Plänen von Eberhard erbaut. | 1913                                                                           | 41713 DDB  |
| Wohnhaus                                                         | Wohnhaus                                                         | Buchschlag, Bogenweg 13 LageFlur: 1, Flurstück: 84/31                                      | Giebelständiges Wohnhaus mit schmuckloser Fassade und Mansarddach, nach Plänen von Bernoully erbaut. | Um 1910                                                                        | 41714 DDB  |
| Landhaus                                                         | Landhaus                                                         | Buchschlag, Bogenweg 14 LageFlur: 1, Flurstück: 86/17                                      | Traufständiges Landhaus mit schrägen Eckpfeilern, Mittelzwerchhaus und verschindelten Giebeln, nach Plänen von Rabe erbaut. | 1911                                                                           | 41715 DDB  |
| Wohnhaus                                                         | Wohnhaus                                                         | Buchschlag, Bogenweg 15 LageFlur: 1, Flurstück: 84/32                                      | Traufständiges Wohnhaus mit schlichter Fassade, zentralem Zwerchhaus und Mansarddach, nach Plänen von Bernoully erbaut. | Um 1910                                                                        | 41716 DDB  |
| Landhaus                                                         | Landhaus                                                         | Buchschlag, Bogenweg 16 LageFlur: 1, Flurstück: 86/18                                      | Giebelständiges Landhaus mit Bruchsteinsockel, asymmetrischem Erker, seitlichem Windfang und verschindelten Giebeln. |                                                                                | 41717 DDB  |
| Wohnhaus                                                         | Wohnhaus                                                         | Buchschlag, Bogenweg 18 LageFlur: 1, Flurstück: 86/19                                      | Massiver Putzbau mit durch Lisenen gegliederten Wandflächen und Walmdach, nach Plänen von Rabe erbaut. | 1910                                                                           | 41718 DDB  |
| Wohnhaus                                                         | Wohnhaus                                                         | Buchschlag, Bogenweg 20 LageFlur: 1, Flurstück: 85/9                                       | Giebelständiges Wohnhaus mit Bruchsteinsockel, asymmetrischem Altan, seitlichem Windfang, schlichter Fassade und Mansarddach. | Um 1910                                                                        | 41719 DDB  |
| Wohnhaus                                                         | Wohnhaus                                                         | Buchschlag, Bogenweg 23 LageFlur: 1, Flurstück: 84/56                                      | Giebelständiges Wohnhaus mit asymmetrischem Flacherker, verbrettertem Giebel und Mansarddach, nach Plänen von Wissenbach erbaut. | Um 1910                                                                        | 41720 DDB  |
| Wohnhaus                                                         | Wohnhaus                                                         | Buchschlag, Bogenweg 24 LageFlur: 1, Flurstück: 85/7                                       | Giebelständiges Wohnhaus mit seitlich eingeschobenem Treppenhaus, Erdgeschoss-Altan, schlichter Fassade, verbrettertem Giebel und Mansarddach, nach Plänen von Wissenbach erbaut. | Um 1910                                                                        | 41721 DDB  |
| Wohnhaus                                                         | Wohnhaus                                                         | Buchschlag, Bogenweg 25 LageFlur: 1, Flurstück: 84/20                                      | Giebelständiges Wohnhaus mit Erker und Windfang, umlaufendem Schürzendach, verschindeltem Giebel und Mansarddach. | Um 1910                                                                        | 41722 DDB  |
| Wohnhaus                                                         | Wohnhaus                                                         | Buchschlag, Bogenweg 26 LageFlur: 1, Flurstück: 85/6                                       | Giebelständiges Wohnhaus mit seitlich eingeschobenem Treppenhaus, Erdgeschoss-Altan, Fachwerkgiebel und Mansarddach, nach Plänen von Wissenbach erbaut. | Um 1913                                                                        | 41723 DDB  |
| Landhaus                                                         | Landhaus                                                         | Buchschlag, Bogenweg 30 LageFlur: 1, Flurstück: 84/5                                       | Blockhaftes Landhaus mit Jugendstilportal, schlichter Fassade, Walmdach und verschindelten Zwerchhäusern, nach Plänen von O. Bäppler erbaut. |                                                                                | 41724 DDB  |
| weitere Bilder                                                   | Bahnhof                                                          | Buchschlag, Buchschlager Allee 2, Eisenbahn LageFlur: 1, Flurstück: 153/6, 153/7           | Spätklassizistisches Empfangsgebäude mit Güterhalle. | 1876                                                                           | 41725 DDB  |
| Perron-Schutzdach                                                | Perron-Schutzdach                                                | Buchschlag, Buchschlager Allee 2 Lage                                                      | Eisenkonstruktion auf gusseisernen kannelierten Säulen. |                                                                                | 41725 DDB  |
| Ehemaliges Forsthaus                                             | Ehemaliges Forsthaus                                             | Buchschlag, Buchschlager Allee 4 LageFlur: 1, Flurstück: 48/4                              | Ehemaliges Forsthaus mit Fachwerkgiebel und abgewalmtem Dach. | 1903                                                                           | 41727 DDB  |
| Rathaus                                                          | Rathaus                                                          | Buchschlag, Buchschlager Allee 8 LageFlur: 1, Flurstück: 51/5                              | Großer Putzbau mit hohem Sockelgeschoss, Treppenhausgiebel und zwei auf Steinkonsolen vorkragenden Zwerchhäusern. Ehemals Villa, später auch Sanatorium und Flüchtlingsheim. |                                                                                | 41728 DDB  |
| Ehemaliges Kaufhaus                                              | Ehemaliges Kaufhaus                                              | Buchschlag, Buchschlager Allee 11/13 LageFlur: 3, Flurstück: 1/83                          | Traufständiges Doppelhaus mit Läden im Erdgeschoss, zwei flankierenden halbrunden Erkern und verschindeltem Obergeschoss, nach Plänen von Eberhard erbaut. | 1909                                                                           | 41729 DDB  |
| Villa                                                            | Villa                                                            | Buchschlag, Buchschlager Allee 12 LageFlur: 1, Flurstück: 72/1                             | Giebelständiges Wohnhaus mit Sandsteinsockel, Erker mit walmüberdachter Loggia, schlichter Putzfassade und Mansarddach. | Zwischen 1905 und 1910                                                         | 41730 DDB  |
| Villa                                                            | Villa                                                            | Buchschlag, Buchschlager Allee 16 LageFlur: 1, Flurstück: 76/2                             | Wohnhaus mit schlichter Putzfassade und verschachteltem Mansarddach, nach Plänen von Meißner erbaut und von Koban umgebaut. | 1905                                                                           | 41731 DDB  |
| Wohnhaus                                                         | Wohnhaus                                                         | Buchschlag, Buchweg 1 LageFlur: 1, Flurstück: 90/11                                        | Wohnhaus mit zwei straßenseitigen Giebeln, im oberen Bereich holzverschindelt, nach Plänen von Rabe erbaut. | 1911                                                                           | 784069 DDB |
| weitere Bilder                                                   | Evangelische Kirche                                              | Buchschlag, Buchweg 10 LageFlur: 1, Flurstück: 89/11                                       | Asymmetrische schlichte Hallenkirche mit Betonglas-Fensterbändern, flachem Satteldach und Campanile. Nach Plänen des Buchschlager Architekten Heinz Knodt erbaut. |                                                                                | 782677 DDB |
| Wohnhaus                                                         | Wohnhaus                                                         | Buchschlag, Buchweg 12 LageFlur: 2, Flurstück: 12/6                                        | Kubisches, zweigeschossiges Wohnhaus mit eingeschossigen Vorbauten mit Terrassenaustritten, schlichter Putzfassade und Walmdach, nach Plänen von Rabe erbaut. | 1910                                                                           | 782679 DDB |
| Wohnhaus                                                         | Wohnhaus                                                         | Buchschlag, Buchweg 18 LageFlur: 2, Flurstück: 12/9                                        | Kubisches Wohnhaus mit polygonalem Erker aus rotem Backstein, schlichter Putzfassade und Walmdach mit Dachgauben. | 1920er Jahre                                                                   | 782681 DDB |
| weitere Bilder                                                   | Friedhof Buchschlag                                              | Buchschlag, Der Buchschlag (Sprendlinger Weg) LageFlur: 5, Flurstück: 4/16, 4/19, 4/5, 5/2 | Im Wald gelegene Friedhofsanlage mit schmiedeeisernem Eingangsportal und schlichter giebelständiger Kapelle mit großem Buntglasrundfenster, Satteldach und Dachreiter. | 1909 (Friedhof), zwischen 1909 und 1915 (Eingangsportal), nach 1949 (Kapelle), | 782690 DDB |
| Doppelhaus                                                       | Doppelhaus                                                       | Buchschlag, Eleonorenanlage 3/5 LageFlur: 1, Flurstück: 38/1, 39/1                         | Doppelhaus aus trauf- und giebelständigen Formen mit schlichter Putzfassade, Sandsteinlisenen und -fenstergewänden sowie Mansarddach, nach Plänen von Beck erbaut. | Um 1906                                                                        | 41732 DDB  |
| Landhaus                                                         | Landhaus                                                         | Buchschlag, Eleonorenanlage 7 LageFlur: 1, Flurstück: 35/1                                 | Giebelständiges Wohnhaus mit Sandsteinsockel, verputztem Erdgeschoss mit Segmenterker, Fachwerkobergeschoss mit offener Veranda, seitlichem verschindeltem Zwerchhaus und Satteldach, nach Plänen von Beck erbaut. | Um 1906                                                                        | 41733 DDB  |
| Landhaus                                                         | Landhaus                                                         | Buchschlag, Eleonorenanlage 9 LageFlur: 1, Flurstück: 34/1                                 | Giebelständiges Wohnhaus mit schlichter Putzfassade, rechtwinkligem Erker, seitlichem Zwerchhaus und Mansarddach, nach Plänen von Beck erbaut. | Um 1908                                                                        | 41734 DDB  |
| Landhaus                                                         | Landhaus                                                         | Buchschlag, Eleonorenanlage 11 LageFlur: 1, Flurstück: 33/1                                | Giebelständiges Wohnhaus mit verputztem Erdgeschoss mit Sandsteingewänden, holzverschindeltem Giebel und Satteldach, nach Plänen von Beck erbaut. | Zwischen 1907 und 1910                                                         | 41735 DDB  |
| Landhaus                                                         | Landhaus                                                         | Buchschlag, Eleonorenanlage 17 LageFlur: 1, Flurstück: 14/24                               | Kubisches Wohnhaus mit Eckerker im Erdgeschoss, verschindeltem Giebel und Krüppelwalmdach mit verschindelten Gauben, nach Plänen von Koban erbaut. | Nach 1910                                                                      | 41736 DDB  |
| weitere Bilder                                                   | Landhaus                                                         | Buchschlag, Ernst-Ludwig-Allee 2 LageFlur: 1, Flurstück: 43/1                              | Wohnhaus in Ecklage mit massivem Erdgeschoss und Fachwerkobergeschoss mit reichverzierten Giebeln, nach Plänen von Beck erbaut. | 1907/08                                                                        | 41737 DDB  |
| weitere Bilder                                                   | Wohnhaus                                                         | Buchschlag, Ernst-Ludwig-Allee 4 LageFlur: 1, Flurstück: 42/1                              | Giebelständiges Wohnhaus mit schlichter Putzfassade und Mansarddach mit Krüppelwalm, nach Plänen von Beck erbaut. | Um 1907/08                                                                     | 41738 DDB  |
| weitere Bilder                                                   | Landhaus                                                         | Buchschlag, Ernst-Ludwig-Allee 6 LageFlur: 1, Flurstück: 26/1                              | Giebelständiges Wohnhaus mit zweigeschossigem Erker, schlichter Putzfassade und Mansarddach mit Krüppelwalm, nach Plänen von Koban erbaut. | Um 1910                                                                        | 41739 DDB  |
| weitere Bilder                                                   | Wohnhaus                                                         | Buchschlag, Ernst-Ludwig-Allee 7 LageFlur: 1, Flurstück: 65/1                              | Wohnhaus in Ecklage mit schlichter Putzfassade, seitlich eingeschobenem Treppenhaus und Zeltdach, nach Plänen von Wissenbach erbaut. | Um 1910                                                                        | 41740 DDB  |
| weitere Bilder                                                   | Villa                                                            | Buchschlag, Ernst-Ludwig-Allee 8 LageFlur: 1, Flurstück: 25/1                              | Wohnhaus in Ecklage mit Erker, Fachwerkobergeschoss mit Veranda und Zwerchhaus, nach Plänen von Beck erbaut. | Um 1907/08                                                                     | 41741 DDB  |
| Villa                                                            | Villa                                                            | Buchschlag, Ernst-Ludwig-Allee 10 LageFlur: 1, Flurstück: 23/3                             | Wohnhaus in Ecklage mit zweigeschossigem polygonalem Erker auf der Traufseite und Satteldach. | Zwischen 1905 und 1910                                                         | 41742 DDB  |
| weitere Bilder                                                   | Landhaus                                                         | Buchschlag, Ernst-Ludwig-Allee 11 LageFlur: 1, Flurstück: 4/1                              | Giebelständiges Wohnhaus mit Erkern an Giebel- und Traufseite, schlichter Putzfassade sowie Mansarddach. | Zwischen 1905 und 1910                                                         | 41743 DDB  |
| weitere Bilder                                                   | Landhaus                                                         | Buchschlag, Ernst-Ludwig-Allee 13 LageFlur: 1, Flurstück: 4/2                              | Kubisches Wohnhaus mit schlichter Putzfassade, umlaufendem Schürzendach und Zeltdach. | Zwischen 1910 und 1920                                                         | 41744 DDB  |
| weitere Bilder                                                   | Wohnhaus                                                         | Buchschlag, Ernst-Ludwig-Allee 15 LageFlur: 1, Flurstück: 4/3                              | Giebelständiges Wohnhaus mit schlichter Putzfassade, geometrisierendem Jugendstildekor und Mansarddach. | Zwischen 1905 und 1910                                                         | 41745 DDB  |
| weitere Bilder                                                   | Doppelhaus                                                       | Buchschlag, Ernst-Ludwig-Allee 17/19 LageFlur: 1, Flurstück: 4/4, 4/5                      | Traufständiges Doppelhaus mit schlichter Putzfassade und durchlaufendem Mansarddach, nach Plänen von Barth errichtet. | Zwischen 1907 und 1910                                                         | 41746 DDB  |
| weitere Bilder                                                   | Villa                                                            | Buchschlag, Ernst-Ludwig-Allee 23 LageFlur: 1, Flurstück: 4/7                              | Wohnhaus mit drei (zum Teil verschindelten) Giebelschauseiten und weit heruntergezogenem Mansarddach, nach Plänen von Koban errichtet. | Um 1910                                                                        | 41747 DDB  |
| weitere Bilder                                                   | Landhaus, Treff der Generationen                                 | Buchschlag, Falltorweg 2 LageFlur: 1, Flurstück: 14/19                                     | Landhaus in Ecklage mit brüstungshohem Ziegelmauerwerk im Erdgeschoss, Erker, offenem Windfang, Fachwerkelementen und hohem Mansard-Zeltdach, nach Plänen von Koban erbaut. Im ersten Stock befinden sich die Räumlichkeiten des Jugendclubs WIRIC, im 2. Stock die des Stadtfernsehen Dreieich Außenstudio Buchschlag. | 1911                                                                           | 41748 DDB  |
| weitere Bilder                                                   | Haus Koban                                                       | Buchschlag, Falltorweg 4 LageFlur: 1, Flurstück: 14/17                                     | Wohnhaus mit Wandbemalung im Darmstädter Jugendstil auf der offenen Veranda und hohem Mansard-Zeltdach mit Gauben und Fensterband. Nach Plänen von Koban als eigenes Wohnhaus erbaut. | 1908/09                                                                        | 41749 DDB  |
| weitere Bilder                                                   | Doppelhaus                                                       | Buchschlag, Falltorweg 6/8 LageFlur: 1, Flurstück: 14/15, 14/16                            | Doppelhaus mit schlichter Putzfassade und Doppelgiebel in Mansardwalmdach, mit „Haus Koban“ durch überdachten Laubengang verbunden. |                                                                                | 41750 DDB  |
| weitere Bilder                                                   | Villa                                                            | Buchschlag, Falltorweg 7 LageFlur: 1, Flurstück: 16/13                                     | Schlossartige mehrflügelige Gebäudeanlage mit großer Terrasse in neubarocken Formen. | 1909/10                                                                        | 41751 DDB  |
| Ehrenmal                                                         | Ehrenmal                                                         | Buchschlag, Forstweg LageFlur: 1, Flurstück: 112                                           | Säule aus zwei Kalksteinblöcken mit Bronzetafel auf stufenförmigem Sockel. Das Relief der Bronzetafel zeigt einen sterbenden Soldaten und wurde von Georg Kolbe angefertigt. Denkmal für die Gefallenen im Ersten Weltkrieg. | 1926                                                                           | 793812 DDB |
| „Schneckenbrunnen“                                               | „Schneckenbrunnen“                                               | Buchschlag, Forstweg 3C LageFlur: 1, Flurstück: 51/9                                       | Von Bernd Rosenheim entworfener Brunnen mit Metallskulptur, schneckenförmig angeordneten Wasserterrassen und mosaiksteinbesetzten Wänden in Grün- und Blautönen. | 1978                                                                           | 823233 DDB |
| Landhaus                                                         | Landhaus                                                         | Buchschlag, Forstweg 5 LageFlur: 1, Flurstück: 67/1                                        | Wohnhaus in Ecklage mit Natursteinsockel, verputztem Erdgeschoss mit polygonalem Erker und reichverziertem Fachwerkobergeschoss, nach Plänen von Koban erbaut. | Um 1908                                                                        | 41752 DDB  |
| Landhaus                                                         | Landhaus                                                         | Buchschlag, Forstweg 9 LageFlur: 1, Flurstück: 74/1                                        | Traufständiges Wohnhaus mit verputztem Erdgeschoss, Erdgeschosserker, verschindelten Doppelzwerchhäusern und Mansarddach. | Um 1910                                                                        | 41753 DDB  |
| Landhaus                                                         | Landhaus                                                         | Buchschlag, Forstweg 11 LageFlur: 1, Flurstück: 78/2                                       | Giebelständiges Wohnhaus mit teilweise verschindeltem Obergeschoss und verschnittenem Mansard- und Satteldach, nach Plänen von Lennartz erbaut. | Um 1909                                                                        | 41754 DDB  |
| weitere Bilder                                                   | Wohnhaus                                                         | Buchschlag, Forstweg 12 LageFlur: 1, Flurstück: 83/9                                       | Kubisches Wohnhaus mit schlichter Putzfassade und Zeltdach, nach Plänen von Beck erbaut. | 1911                                                                           | 41755 DDB  |
| Wohnhaus                                                         | Wohnhaus                                                         | Buchschlag, Forstweg 13 LageFlur: 1, Flurstück: 82/1                                       | Wohnhaus in Ecklage mit asymmetrischem Hausteinerker im Erdgeschoss, schlichter Putzfassade, verschindeltem Giebel und Mansarddach mit Krüppelwalm, nach Plänen von Barth erbaut. | Zwischen 1907 und 1910                                                         | 41756 DDB  |
| Wohnhaus                                                         | Wohnhaus                                                         | Buchschlag, Forstweg 14 LageFlur: 1, Flurstück: 83/8                                       | Kubisches Wohnhaus mit schlichter Putzfassade und Zeltdach, nach Plänen von Beck erbaut. | 1911                                                                           | 41757 DDB  |
| Wohnhaus                                                         | Wohnhaus                                                         | Buchschlag, Forstweg 19 LageFlur: 1, Flurstück: 84/27                                      | Kubisches Wohnhaus mit Eckerker im Erdgeschoss, schlichter Putzfassade, Zwerchhaus mit geometrisierender Jugendstilornamentik und abgewalmtem Mansarddach, wahrscheinlich nach Plänen von Barth erbaut. |                                                                                | 41758 DDB  |
| Evangelisches Pfarrhaus                                          | Evangelisches Pfarrhaus                                          | Buchschlag, Forstweg 20 LageFlur: 1, Flurstück: 84/28                                      | Traufständiges Haus mit symmetrischen Erkern und zentralem Eingang im verputzten Erdgeschoss, verschindeltem Zwerchhaus und Mansarddach. Nach Plänen von Lennartz erbaut und von Koban umgebaut. | 1910/11                                                                        | 41759 DDB  |
| Doppelhaus                                                       | Doppelhaus                                                       | Buchschlag, Forstweg 23/25 LageFlur: 1, Flurstück: 84/23, 84/24                            | Doppelhaus mit schlichter Putzfassade, Doppelgiebeln und nebeneinander gestellten Satteldächern mit Schleppgauben, nach Plänen von Barth erbaut. | 1910                                                                           | 41760 DDB  |
| Wohnhaus                                                         | Wohnhaus                                                         | Buchschlag, Hainer Trift 4 LageFlur: 1, Flurstück: 87/1                                    | Wohnhaus in Ecklage mit im oberen Bereich verschindeltem Hauptgiebel, seitlichem Zwerchgiebel und Mansarddach, nach Plänen von Beck erbaut. | Zwischen 1905 und 1910                                                         | 41761 DDB  |
| Wohnhaus                                                         | Wohnhaus                                                         | Buchschlag, Hainer Trift 7 LageFlur: 1, Flurstück: 4/11                                    | Giebelständiges Wohnhaus mit Sandsteinsockel, schlichter Putzfassade, straßenseitigem Wintergarten, verschindeltem Giebel und Mansardsatteldach, nach Plänen von Rabe erbaut. | 1909                                                                           | 729776 DDB |
| Wohnhaus                                                         | Wohnhaus                                                         | Buchschlag, Hainer Trift 8 LageFlur: 1, Flurstück: 87/4                                    | Kubisches Wohnhaus mit Bruchsteinsockel, verputztem Erdgeschoss, verschindeltem Obergeschoss und abgewalmtem Dach mit Fledermausgaube, nach Plänen von Eberhard erbaut. | 1910                                                                           | 41762 DDB  |
| Wohnhaus                                                         | Wohnhaus                                                         | Buchschlag, Hainer Trift 10 LageFlur: 1, Flurstück: 86/25                                  | Wohnhaus in Ecklage mit Natursteinsockel, Erdgeschosserker, schlichter Putzfassade und abgewalmtem Mansarddach mit Krüppelwalm, nach Plänen von Bernoully erbaut. | 1907                                                                           | 41763 DDB  |
| Wohnhaus                                                         | Wohnhaus                                                         | Buchschlag, Hainer Trift 12 LageFlur: 1, Flurstück: 84/6                                   | Wohnhaus in Ecklage mit giebelseitigem Altan, schlichter Putzfassade, seitlichem Giebelanbau und Mansarddach. | Zwischen 1905 und 1910                                                         | 41764 DDB  |
| Doppelhaus                                                       | Doppelhaus                                                       | Buchschlag, Hainer Trift 13/15 LageFlur: 1, Flurstück: 86/6, 83/7                          | Langgestrecktes Doppelhaus mit zwei Giebelhäusern und quergestelltem Walmdach, nach Plänen von Meißner erbaut. | Zwischen 1905 und 1910                                                         | 41765 DDB  |
| Wohnhaus                                                         | Wohnhaus                                                         | Buchschlag, Hainer Trift 14 LageFlur: 1, Flurstück: 84/7                                   | Giebelständiges Wohnhaus mit polygonalem Erker im Erdgeschoss, schlichter Putzfassade, ornamentaler Malerei im Giebel und steilem Satteldach. | Zwischen 1905 und 1910                                                         | 41766 DDB  |
| Wohnhaus                                                         | Wohnhaus                                                         | Buchschlag, Hainer Trift 16 LageFlur: 1, Flurstück: 84/8                                   | Giebelständiges Wohnhaus mit schlichter Putzfassade, verschindeltem Giebel und steilem Satteldach, nach Plänen von Zöllner und Hallenstein erbaut. | Zwischen 1905 und 1910                                                         | 41767 DDB  |
| Wohnhaus                                                         | Wohnhaus                                                         | Buchschlag, Hainer Trift 18 LageFlur: 1, Flurstück: 84/9                                   | Wohnhaus in Ecklage mit farbig gefasstem Erdgeschosserker, schlichter Putzfassade und Mansarddach. | Zwischen 1905 und 1910                                                         | 41768 DDB  |
| Wohnhaus                                                         | Wohnhaus                                                         | Buchschlag, Hainer Trift 19 LageFlur: 1, Flurstück: 81/2                                   | Giebelständiges Wohnhaus mit Natursteinsockel, polygonalem Erker im Erdgeschoss, schlichter Putzfassade und Satteldach, möglicherweise nach Plänen von Barth erbaut. | Nach 1910                                                                      | 41769 DDB  |
| Landhaus                                                         | Landhaus                                                         | Buchschlag, Hainer Trift 20 LageFlur: 1, Flurstück: 84/10                                  | Wohnhaus in Ecklage, bestehend aus Hauptbau und kleinerem Annexbau. Beide mit Sockel aus Klinkermauerwerk, schlichter Putzfassade und Satteldach. Nach Plänen von Bernoully erbaut. | Um 1910                                                                        | 41770 DDB  |
| Wohnhaus                                                         | Wohnhaus                                                         | Buchschlag, Hainer Trift 21 LageFlur: 1, Flurstück: 81/1                                   | Giebelständiges Wohnhaus mit Sandsteingewänden im Erdgeschoss, Gitterrahmen um Giebelfenster im Obergeschoss, Rauputzfassade und steilem Satteldach mit Krüppelwalm, möglicherweise nach Plänen von Barth erbaut. | Vor 1910                                                                       | 41771 DDB  |
| Landhaus                                                         | Landhaus                                                         | Buchschlag, Hainer Trift 22 LageFlur: 1, Flurstück: 84/11                                  | Giebelständiges Wohnhaus mit asymmetrischem Erker und seitlichem Windfang im verputzten Erdgeschoss, verschindeltem Obergeschoss und Satteldach. | Zwischen 1905 und 1910                                                         | 41772 DDB  |
| Wohnhaus                                                         | Wohnhaus                                                         | Buchschlag, Hainer Trift 24 LageFlur: 1, Flurstück: 84/12                                  | Giebelständiges Wohnhaus mit Erdgeschosserker, schlichter Putzfassade, verschindeltem Giebel und Satteldach. | Nach 1910                                                                      | 41773 DDB  |
| Wohnhaus                                                         | Wohnhaus                                                         | Buchschlag, Hainer Trift 26 LageFlur: 1, Flurstück: 84/13                                  | Wohnhaus in Ecklage mit verputztem Erdgeschoss, verschindeltem Obergeschoss, eingeschobenem Zwerchhaus und Krüppelwalmdach, nach Plänen von Koban erbaut. | Um 1912                                                                        | 41774 DDB  |
| Landhaus                                                         | Landhaus                                                         | Buchschlag, Hengstbachanlage 6 LageFlur: 1, Flurstück: 9/1                                 | Wohnhaus mit verputztem Erdgeschoss, verschindeltem Obergeschoss und zwei winkelförmig verschnittenen Mansarddächern, nach Plänen von Völker erbaut. | 1909                                                                           | 41775 DDB  |
| Wohnhaus                                                         | Wohnhaus                                                         | Buchschlag, Hengstbachanlage 10 LageFlur: 1, Flurstück: 11/3                               | Giebelständiges Wohnhaus mit Bruchsteinsockel, verputztem Erdgeschoss mit flachem Erker, verschindeltem Obergeschoss, seitlich eingeschobenem Treppenhaus und Mansarddach, nach Plänen von Völker erbaut. | 1905                                                                           | 41776 DDB  |
| Landhaus                                                         | Landhaus                                                         | Buchschlag, Hirschgraben 4 LageFlur: 1, Flurstück: 68/1                                    | Giebelständiges Wohnhaus mit verputztem Erdgeschoss, verbrettertem Obergeschoss und Satteldach, nach Plänen von Koban erbaut. | 1908                                                                           | 41777 DDB  |
| Ehemalige Höhere Bürgerschule                                    | Ehemalige Höhere Bürgerschule                                    | Buchschlag, Kirchweg 2 LageFlur: 1, Flurstück: 90/13                                       | Klassizistisches Gebäude in Ecklage mit Sandsteinsockel, dreiachsiger Hauptfassade mit zentralem Eingangsportal und Walmdach mit Dreiecksgiebel. Bis 1920 Höhere Bürgerschule, nach Plänen von Rabe erbaut. |                                                                                | 782683 DDB |
| Wohnhaus                                                         | Wohnhaus                                                         | Buchschlag, Kirchweg 7 LageFlur: 1, Flurstück: 90/25                                       | Wohnhaus in Ecklage mit Natursteinsockel, schlichter Putzfassade, zentriertem Eingangsbereich mit Freitreppe, rückseitigem polygonalem Erker und Walmdach mit Gauben. | 1930/31                                                                        | 782685 DDB |
| Binding-Haus                                                     | Binding-Haus                                                     | Buchschlag, Kohlseeweg 1 LageFlur: 1, Flurstück: 7/1                                       | Wohnhaus in Ecklage mit Bruchsteinsockel, verputztem Erdgeschoss mit Erker, teilweise verschindeltem Fachwerkgiebel mit offener Loggia und Mansarddach, nach Plänen von Wickop erbaut. | Um 1910                                                                        | 41778 DDB  |
| Wohnhaus                                                         | Wohnhaus                                                         | Buchschlag, Kohlseeweg 3 LageFlur: 1, Flurstück: 8/3                                       | Wohnhaus in klassizistisch-heimatlichem Stil mit verputztem Erdgeschoss mit burgtorartig gewölbtem Eingang, holzverschindeltem Obergeschoss mit polygonalen Eckerkern und Walmdach, nach Plänen von Eberhard erbaut. | 1914                                                                           | 41779 DDB  |
| Landhaus                                                         | Landhaus                                                         | Buchschlag, Kohlseeweg 5 LageFlur: 1, Flurstück: 8/2                                       | Giebelständiges Wohnhaus mit schlichter Putzfassade und Satteldach sowie kleinerem sattelbedachten Vorbau mit modernem Fachwerk und Jugendstilornamenten im Giebel. | Zwischen 1905 und 1910                                                         | 41780 DDB  |
| Wohnhaus                                                         | Wohnhaus                                                         | Buchschlag, Kohlseeweg 7 LageFlur: 1, Flurstück: 8/1                                       | Kubisches Wohnhaus mit verputztem Erdgeschoss, verschindeltem Obergeschoss, zweieinhalbgeschossigem mittigem Fachwerkvorbau und Zeltdach, nach Plänen von Eberhard erbaut. | 1910                                                                           | 41781 DDB  |
| Wohnhaus                                                         | Wohnhaus                                                         | Buchschlag, Kohlseeweg 9 LageFlur: 1, Flurstück: 12/2                                      | Kubisches Wohnhaus mit zentraler Eingangstreppe und zurückgesetztem Windfang, mittigem Zwerchhaus und Mansarddach, möglicherweise nach Plänen von Lutz erbaut. | Vor 1910                                                                       | 41782 DDB  |
| Wohnhaus                                                         | Wohnhaus                                                         | Buchschlag, Kohlseeweg 11 LageFlur: 1, Flurstück: 12/1                                     | Kubisches Wohnhaus mit Altan, schlichter Putzfassade und Zeltdach, wahrscheinlich nach Plänen von Lutz erbaut. | Vor 1910                                                                       | 41783 DDB  |
| Wohnhaus                                                         | Wohnhaus                                                         | Buchschlag, Kohlseeweg 15 LageFlur: 1, Flurstück: 13/2                                     | Wohnhaus in Ecklage mit drei Giebeln, Putzfassade und Jugendstil-Details, nach Plänen von Leonhardt erbaut. Ein Giebel zeigt modernes Fachwerk, der geschwungene Südgiebel zeigte früher ein Putzbild in Frauengestalt. | 1909                                                                           | 41784 DDB  |
| Wohnhaus                                                         | Wohnhaus                                                         | Buchschlag, Montier-en-Der-Platz 1 LageFlur: 1, Flurstück: 58/1                            | Wohnhaus in Ecklage mit schlichter Putzfassade, straßenseitig vorspringendem Kamin, Treppenturm, verschindeltem Giebel und Satteldach, nach Plänen von Pützer erbaut. | Um 1906                                                                        | 41785 DDB  |
| Wohnhaus                                                         | Wohnhaus                                                         | Buchschlag, Montier-en-Der-Platz 2 LageFlur: 1, Flurstück: 59                              | Giebelständiges Wohnhaus mit schlichter Putzfassade, straßenseitig vorspringendem Kamin, verschindeltem Giebel und Mansarddach, nach Plänen von Pützer erbaut. | Um 1906                                                                        | 41786 DDB  |
| Katholische Kirche (ehemalige Gaststätte 'Forsthaus Buchschlag') | Katholische Kirche (ehemalige Gaststätte 'Forsthaus Buchschlag') | Buchschlag, Rudolf-Binding-Weg 6 LageFlur: 1, Flurstück: 93/6                              | Erst Forsthaus, ab 1903 Gasthaus Forsthaus Buchschlag, von 1947 bis 1959 Cafeteria der US Army, seit 1968 katholische Kirche. Ältestes Haus in Buchschlag. | 1903                                                                           | 782687 DDB |
| Wohnhaus                                                         | Wohnhaus                                                         | Buchschlag, Wildscheuerweg 1 LageFlur: 1, Flurstück: 83/1                                  | Wohnhaus mit seitlich eingeschobenem Treppenhaus und Erkern, schlichter Putzfassade und Mansarddach, nach Plänen von Scherer und Finke erbaut. | Zwischen 1905 und 1910                                                         | 41787 DDB  |
| Wohnhaus                                                         | Wohnhaus                                                         | Buchschlag, Wildscheuerweg 3 LageFlur: 1, Flurstück: 83/2                                  | Kubischer Massivbau mit zwei durch einen Balkon verbundenen polygonalen Erkern, schlichter Putzfassade, Sandsteingewänden und Walmdach, nach Plänen von A. Beck erbaut. | 1911                                                                           | 41788 DDB  |
| Wohnhaus                                                         | Wohnhaus                                                         | Buchschlag, Wildscheuerweg 10 LageFlur: 1, Flurstück: 4/14                                 | Giebelständiges Wohnhaus mit polygonalem Erker, seitlichem Anbau mit Windfang, schlichter Putzfassade und Mansarddach mit Krüppelwalm, möglicherweise nach Plänen von W. Barth erbaut. | Zwischen 1907 und 1910                                                         | 41789 DDB  |
| Wohnhaus                                                         | Wohnhaus                                                         | Buchschlag, Wildscheuerweg 12 LageFlur: 1, Flurstück: 4/13                                 | Giebelständiges Wohnhaus mit polygonalem Erker, Zwerchhaus, schlichter Putzfassade und Satteldach. | Um 1907/08                                                                     | 41790 DDB  |
| Landhaus                                                         | Landhaus                                                         | Buchschlag, Wildscheuerweg 14 LageFlur: 1, Flurstück: 4/12                                 | Wohnhaus in Ecklage mit schlichter Putzfassade ohne Ornamentik und Mansarddach. | Zwischen 1907 und 1910                                                         | 41791 DDB  |
| Wohnhaus                                                         | Wohnhaus                                                         | Buchschlag, Wildscheuerweg 15 LageFlur: 1, Flurstück: 84/29                                | Giebelständiges Wohnhaus mit Rundbogeneingang, kleinem Erker, schlichter Putzfassade und weit heruntergezogenem Satteldach, nach Plänen von Koban erbaut. | 1935                                                                           | 41792 DDB  |
| Wohnhaus                                                         | Wohnhaus                                                         | Buchschlag, Wildscheuerweg 17 LageFlur: 1, Flurstück: 84/30                                | Kubischer Massivbau mit zentralem Balkonvorbau auf Stützen, seitlichen Erdgeschoss-Altanen, schlichter symmetrischer Putzfassade und Walmdach, nach Plänen von Rabe erbaut. | 1909                                                                           | 41793 DDB  |
| Wohnhaus                                                         | Wohnhaus                                                         | Buchschlag, Wildscheuerweg 18 LageFlur: 1, Flurstück: 86/23                                | Giebelständiges Wohnhaus mit Backsteinsockel, verputztem Erdgeschoss mit Backsteinerker, verbrettertem Giebel und Mansarddach mit Krüppelwalm, nach Plänen von Mahr und Markwort erbaut. | Um 1909                                                                        | 41794 DDB  |
| Wohnhaus                                                         | Wohnhaus                                                         | Buchschlag, Wildscheuerweg 22 LageFlur: 1, Flurstück: 86/20                                | Wohnhaus in Ecklage mit Natursteinsockel, verputztem Erdgeschoss mit Erker, verschindeltem Giebel und Mansarddach mit turmartiger Gaube. | Nach 1910                                                                      | 41795 DDB  |
| weitere Bilder                                                   | Villa                                                            | Buchschlag, Zaunweg 3 LageFlur: 1, Flurstück: 2/4                                          | Giebelständiges Wohnhaus mit giebelseitiger Loggia, verschindeltem Giebel und Mansarddach. | Zwischen 1907 und 1910                                                         | 41796 DDB  |
| Villa                                                            | Villa                                                            | Buchschlag, Zaunweg 4 LageFlur: 1, Flurstück: 65/2                                         | Kubisches Wohnhaus mit turmartigem Erker, schlichter Putzfassade und Walmdach mit kleinen Satteldachgauben. | Um 1910                                                                        | 793810     |
| Villa                                                            | Villa                                                            | Buchschlag, Zaunweg 5 LageFlur: 1, Flurstück: 3/2                                          | Wohnhaus in Ecklage mit Erdgeschoss-Altan und seitlichem Windfang, schlichter Putzfassade und abgewalmtem Mansarddach mit Fledermausgaube. | Zwischen 1907 und 1910                                                         | 41797 DDB  |
| Villa                                                            | Villa                                                            | Buchschlag, Zaunweg 8 LageFlur: 1, Flurstück: 27/1                                         | Giebelständiges Wohnhaus mit turmartigem zweigeschossigem Erker, schlichter Putzfassade und Mansarddach. | Vor 1910                                                                       | 41798 DDB  |
| Wohnhaus                                                         | Wohnhaus                                                         | Buchschlag, Zaunweg 14 LageFlur: 1, Flurstück: 30/1                                        | Giebelständiges Wohnhaus mit schlichter Putzfassade, seitlichem Zwerchhaus und Mansarddach. |                                                                                | 784070 DDB |
| weitere Bilder                                                   | Villa                                                            | Buchschlag, Zaunweg 21 LageFlur: 1, Flurstück: 16/8                                        | Wohnhaus in Ecklage mit schlichter Putzfassade, Mansarddach und traufseitigem Vorbau mit abgestuften Dachflächen. | Um 1910                                                                        | 41799 DDB  |

### Dreieichenhain
| Bild                                                                                      | Bezeichnung                                             | Lage | Beschreibung | Bauzeit                                                                        | Objekt-Nr. |
| ----------------------------------------------------------------------------------------- | ------------------------------------------------------- | --- | --- | ------------------------------------------------------------------------------ | ---------- |
| Gesamtanlage Altstadt und Burg                                                            | Gesamtanlage Altstadt und Burg                          | Dreieichenhain, Altstadt und Burg Lage | Die Gesamtanlage umfasst die von der Stadtmauer begrenzte Altstadt sowie die umliegenden Grünzonen mit Wasserflächen (Burggraben, Burgweiher, Wallgrabenanlage). Besonders eindrucksvoll ist die mittelalterliche Burganlage. Die Altstadt kennzeichnet sich durch ihre geschlossene Fachwerkbebauung mit überwiegend giebelständigen Häusern. |                                                                                | 41801 DDB  |
| Denkmalgeschütztes Haus in Dreieich, Ortsteil Dreieichenhain, Alte Bogengasse 2           | Wohnhaus                                                | Dreieichenhain, Alte Bogengasse 2 LageFlur: 1, Flurstück: 64/1 | Traufständiges Wohnhaus mit intaktem Fachwerkgefüge. | Ende 18. Jahrhundert                                                           | 41802 DDB  |
| weitere Bilder                                                                            | Wohnhaus                                                | Dreieichenhain, Alte Bogengasse 15 LageFlur: 1, Flurstück: 74/1 | Giebelständiges Wohnhaus mit regelmäßigem, konstruktivem Fachwerkgefüge und Krüppelwalmdach. | Um 1615, Umbau um 1803                                                         | 41803 DDB  |
| weitere Bilder                                                                            | Wohnhaus                                                | Dreieichenhain, Alte Bogengasse 25 LageFlur: 1, Flurstück: 81 | Schmales Wohnhaus mit ungestörtem Fachwerkgefüge mit Schmuckformen. | 1686                                                                           | 41804 DDB  |
| Portal am denkmalgeschützten Haus in Dreieich, Ortsteil Dreieichenhain, Alte Schulgasse 1 | Sachteil Portal                                         | Dreieichenhain, Alte Schulgasse 1 LageFlur: 1, Flurstück: 166 | Barockes Sandsteinportal. | Um 1700                                                                        | 41805 DDB  |
| weitere Bilder                                                                            | Ehemaliges Gasthaus Zur Traube                          | Dreieichenhain, Alte Schulgasse 2 LageFlur: 1, Flurstück: 168 | Wohnhaus in Ecklage mit massivem, traufseitig modern verändertem Erdgeschoss und Fachwerkobergeschoss. | Mitte 18. Jahrhundert                                                          | 41806 DDB  |
| weitere Bilder                                                                            | Ludwig-Erk-Haus                                         | Dreieichenhain, Alte Schulgasse 4 LageFlur: 1, Flurstück: 167 | Fachwerkhaus, erbaut 1618 als Bader-Haus. Von 1813 bis 1820 Wohnhaus des Volksliedersammlers Ludwig Erk. | 1618                                                                           | 41807 DDB  |
| Denkmalgeschütztes Haus in Dreieich, Ortsteil Dreieichenhain, Alte Schulgasse 7           | Wohnhaus                                                | Dreieichenhain, Alte Schulgasse 7 LageFlur: 1, Flurstück: 162/4 | Giebelständiges Fachwerkhaus auf schmalem langgestrecktem Grundriss. | Ende 18. Jahrhundert                                                           | 41808 DDB  |
| Wohnhaus                                                                                  | Wohnhaus                                                | Dreieichenhain, Am Hainer Berg 11 LageFlur: 3, Flurstück: 536/29 | Modernes Wohnhaus der 1960er Jahre, erbaut vom Darmstädter Architekten Jochem Jourdan. | 1964–1967                                                                      | 726430 DDB |
| weitere Bilder                                                                            | Holzmühle                                               | Dreieichenhain, Am Weiher 1 LageFlur: 1, Flurstück: 656/22 | Ehemalige Mühle, Inschrift über dem Türsturz des Hofeingangs: „17 JOHANN HEINRICH KNÖCHEL 66“. | 1341, Umbau 1766                                                               | 41810 DDB  |
| weitere Bilder                                                                            | Winkelsmühle                                            | Dreieichenhain, An der Winkelsmühle 5 LageFlur: 1, Flurstück: 896/1 | Hofartiger Komplex aus Mühlhaus (Fachwerkhaus), Bruchsteinstall und Bruchsteinscheune (heute Begegnungsstätte). | 18. Jahrhundert (Wohnhaus), 1823 (Bruchsteinsaal), 1832 (Scheune)              | 41811 DDB  |
| weitere Bilder                                                                            | Burg Hayn                                               | Dreieichenhain, Die Burgruine, An der Schloßruine LageFlur: 1, Flurstück: 132, 135/2                                                                                               | Einst ottonischer königlicher Jagdhof, später Turmburg mit quadratischem Wohnturm und Ringmauer. Gegen Ende des 12. Jahrhunderts Ausbau zur Rechteckform mit Wehrmauer, rundem Bergfried und Palas mit Kapelle. Noch heute sind Teile von Wohnturm, Palas und Bergfried erhalten. | Ende 11. Jahrhundert                                                           | 41841 DDB  |
| Wohnhaus                                                                                  | Wohnhaus                                                | Dreieichenhain, Erbsengasse 21 LageFlur: 1, Flurstück: 104 | Fachwerkhaus einer Kleinbauernhofreite. | Um 1800                                                                        | 41813 DDB  |
| weitere Bilder                                                                            | Wohnhaus                                                | Dreieichenhain, Erbsengasse 27 LageFlur: 1, Flurstück: 116/1 | Fachwerkhaus in Ecklage mit durch Schaufenstereinbau leicht verändertem Erdgeschoss und reichverziertem Giebel. | Anfang 18. Jahrhundert                                                         | 41814 DDB  |
| weitere Bilder                                                                            | Obertor                                                 | Dreieichenhain, Fahrgasse 3 LageFlur: 1, Flurstück: 1/2 | Offener Wehrturm mit nachträglich eingesetzter Fachwerkwand und Glocken. | Mitte 14. Jahrhundert                                                          | 41815 DDB  |
| Wohnhaus                                                                                  | Wohnhaus                                                | Dreieichenhain, Fahrgasse 3 LageFlur: 1, Flurstück: 1/2 | An Obertor angebautes Wohnhaus (Begleitbau) mit einfachem Fachwerkgefüge. | Um 1800                                                                        | 41816 DDB  |
| weitere Bilder                                                                            | Wohnhaus                                                | Dreieichenhain, Fahrgasse 5 LageFlur: 1, Flurstück: 4/4 | Fachwerkwohnhaus, im Eingangs- und Giebelbereich verändert. Inschrift von 1977 über der Eingangstür: „Craticii vero velim quidem ne inventi essent“. Vitruv. De architectura libri decem. Übersetzung: Fachwerk wünschte ich, wäre nie erfunden. | 1561                                                                           | 41817 DDB  |
| weitere Bilder                                                                            | Wohnhaus                                                | Dreieichenhain, Fahrgasse 7 LageFlur: 1, Flurstück: 4/5 | Traufständiges Wohnhaus in Ecklage mit kaum gestörtem Fachwerkgefüge. | Um 1600                                                                        | 41818 DDB  |
| weitere Bilder                                                                            | Wohnhaus                                                | Dreieichenhain, Fahrgasse 8 LageFlur: 1, Flurstück: 228/1 | Fachwerkhaus, traufseitig an die Stadtmauer angebaut. Inschrift über dem Türrahmen (Sturz): MCCCMIIIC ERBAUT MICH JHAN MICHEL MILSCHWEIN 1797 | 1797                                                                           | 41819 DDB  |
| weitere Bilder                                                                            | Wohn- und Geschäftshaus                                 | Dreieichenhain, Fahrgasse 11 LageFlur: 1, Flurstück: 19 | Traufständiges Fachwerkhaus mit überbauter Hofeinfahrt und Ladeneinbau im Erdgeschoss. | 1772                                                                           | 41820 DDB  |
| Wohnhaus                                                                                  | Wohnhaus                                                | Dreieichenhain, Fahrgasse 13/15, 17 LageFlur: 1, Flurstück: 20/4, 20/5, 22/1 | Langgestrecktes giebelständiges Fachwerkhaus, frühe Form des Mehrfamilienhauses. | Um 1710                                                                        | 41821 DDB  |
| weitere Bilder                                                                            | Wohnhaus                                                | Dreieichenhain, Fahrgasse 18 LageFlur: 1, Flurstück: 200 | Wohnhaus in Ecklage mit regelmäßigem Fachwerkgefüge und Krüppelwalmdach. | Ende 18. Jahrhundert                                                           | 41822 DDB  |
| weitere Bilder                                                                            | Wohnhaus                                                | Dreieichenhain, Fahrgasse 22 LageFlur: 1, Flurstück: 197/4 | Giebelständiges Wohnhaus mit geradem Fachwerkgefüge. Inschrift über Eingangstür: ERBAUT MICH IOHAN GÖRG KNÖGEL, DEN 14 MAY 1805. | 1805                                                                           | 41823 DDB  |
| weitere Bilder                                                                            | Wohnhaus                                                | Dreieichenhain, Fahrgasse 26/24F LageFlur: 1, Flurstück: 193/3, 194/2 | Gebäudegruppe aus zwei traufständigen, leicht versetzten Wohnhäusern mit stellenweise massiv verändertem Erdgeschoss und einfachem Fachwerkgefüge. | Um 1800                                                                        | 41824 DDB  |
| Wohnhaus                                                                                  | Wohnhaus                                                | Dreieichenhain, Fahrgasse 28 LageFlur: 1, Flurstück: 192/5 | Traufständiges Wohnhaus mit regelmäßigem, weitgehend ungestörtem Fachwerkgefüge. Von 1729 bis 1830 reformierte Schule, von 1911 bis 1952 Heimatmuseum. | 18. Jahrhundert                                                                | 41825 DDB  |
| Wohnhaus                                                                                  | Wohnhaus                                                | Dreieichenhain, Fahrgasse 29 LageFlur: 1, Flurstück: 62/1 | Fachwerkhaus mit teilweise massiv erneuertem Erdgeschoss, vom ersten lutherischen Pfarrer im Hain, Valentin Breitenstein, erbaut. Ehemals Haus des Stadtschreibers Andreas Hörber. | 1565                                                                           | 41826 DDB  |
| Wohn- und Geschäftshaus                                                                   | Wohn- und Geschäftshaus                                 | Dreieichenhain, Fahrgasse 36 LageFlur: 1, Flurstück: 184/1 | Giebelständiges Fachwerkhaus mit für einen Ladeneinbau weitgehend verglastem Fachwerkgerüst im Erdgeschoss. | Ende 18. Jahrhundert                                                           | 41827 DDB  |
| Wohnhaus                                                                                  | Wohnhaus                                                | Dreieichenhain, Fahrgasse 38 LageFlur: 1, Flurstück: 185/6 | Wohnhaus mit massivem Erdgeschoss, verkleidetem Fachwerkobergeschoss und massiv ersetzter westlicher Giebelwand. Ehemals Haus des Stadtschreibers Apollo Pomerel. | 1592                                                                           | 41828 DDB  |
| Wohnhaus                                                                                  | Wohnhaus                                                | Dreieichenhain, Fahrgasse 40 LageFlur: 1, Flurstück: 182 | Giebelständiges Wohnhaus mit straßenseitig massiv erneuerten Wänden im Erd- und Obergeschoss, zeitweise lutherische Schule. | Anfang 18. Jahrhundert                                                         | 782752 DDB |
| weitere Bilder                                                                            | Wohn- und Geschäftshaus                                 | Dreieichenhain, Fahrgasse 41/43 LageFlur: 1, Flurstück: 113 | Fachwerkwohnhaus mit durch Ladeneinbau verändertem Erdgeschoss. Stellt mit dem Nebengebäude Fahrgasse 45 ein baugleiches Wohnhaus des 17. Jahrhunderts dar mit spiegelsymmetrischer Fachwerkausbildung der Giebelfronten bis in die Details, wie es die Tauornamente der Eckpfosten beweisen. | 1610 nach Heinrich Winter                                                      | 41829 DDB  |
| weitere Bilder                                                                            | Wohn- und Geschäftshaus                                 | Dreieichenhain, Fahrgasse 45 LageFlur: 1, Flurstück: 114 | Fachwerkwohnhaus mit durch Ladeneinbau verändertem Erdgeschoss. Baugleich mit Nebengebäude Fahrgasse 41/43. | 18. Jahrhundert                                                                | 41829 DDB  |
| weitere Bilder                                                                            | Wohnhaus                                                | Dreieichenhain, Fahrgasse 46 LageFlur: 1, Flurstück: 169 | Traufständiges Fachwerkhaus mit Zierformen im Obergeschoss. | Um 1700                                                                        | 41830 DDB  |
| Wohnhaus                                                                                  | Wohnhaus                                                | Dreieichenhain, Fahrgasse 47 LageFlur: 1, Flurstück: 115 | Traufständiges Wohnhaus in Ecklage mit einfachem Fachwerkgefüge, im Erdgeschoss stellenweise überputzt. | 2. Hälfte 18. Jahrhundert                                                      | 41831 DDB  |
| weitere Bilder                                                                            | Ehemalige Synagoge                                      | Dreieichenhain, Fahrgasse 49/51 LageFlur: 1, Flurstück: 118 | Giebelständiges, zweigeschossiges Wohnhaus mit modern verändertem Erd- und Dachgeschoss sowie unvollständigem Fachwerkgefüge im Obergeschoss. Ehemals Betsaal und jüdische Schule. | Mitte 18. Jahrhundert                                                          | 41832 DDB  |
| weitere Bilder                                                                            | Gasthaus Zur alten Burg                                 | Dreieichenhain, Fahrgasse 50 LageFlur: 1, Flurstück: 150 | Großes Fachwerkhaus mit Mansarddach, ältestes Gemeindewirtshaus, bis 1883 auch Zunfthaus des großen Handwerks. Erbauungsjahr auf einer Strebe der Giebelseite (Südwestecke des Erdgeschosses). | 1553                                                                           | 41833 DDB  |
| weitere Bilder                                                                            | Gasthaus Zum alten Brunnen                              | Dreieichenhain, Fahrgasse 53 LageFlur: 1, Flurstück: 120/1 | Fachwerkhaus mit Ausflucht an nördlicher Traufwand. Ehemaliger Bereiterhof, später Gasthaus Zum alten Brunnen. | 1552                                                                           | 41834 DDB  |
| weitere Bilder                                                                            | Evangelische Burgkirche                                 | Dreieichenhain, Fahrgasse 54 LageFlur: 1, Flurstück: 133 | Verputzter Saalbau mit gotisierenden Fenstern und Haubendachreiter, auf Fundamenten einer gotischen Kirche auf dem Burgareal errichtet. | 1710–1718                                                                      | 41835 DDB  |
| weitere Bilder                                                                            | Wohnhaus                                                | Dreieichenhain, Fahrgasse 55 LageFlur: 1, Flurstück: 121/1 | Giebelständiges Fachwerkhaus mit straßenseitig massiver Wand im Erdgeschoss. Auf den Kragsteinen der Giebelseite die Buchstaben H und L (für Lenhard Heil). | Um 1800                                                                        | 41836 DDB  |
| weitere Bilder                                                                            | Ehemalige Amtskellerei/Forsthaus                        | Dreieichenhain, Fahrgasse 61 LageFlur: 1, Flurstück: 126/1 | Giebelständiges Wohnhaus mit hohem massivem Erdgeschoss, Fachwerkobergeschoss und Krüppelwalmdach. Ehemals Amtskellerei, von 1826 bis 1910 Oberförsterei. | 1610                                                                           | 41837 DDB  |
| weitere Bilder                                                                            | Gasthaus Faselstall                                     | Dreieichenhain, Fahrgasse 63 LageFlur: 1, Flurstück: 127/1 | Massiver Bau aus Bruchsteinmauerwerk mit Giebelfachwerk und Krüppelwalmdach, letzter Rest des mittelalterlichen Fronhofs. Das Gebäude wurde 1846 zum Faselstall (Viehzucht) umgebaut, seit 1977 Gasthaus. |                                                                                | 41838 DDB  |
| weitere Bilder                                                                            | Wohnhaus                                                | Dreieichenhain, Fahrgasse 65 LageFlur: 1, Flurstück: 129/4 | An Untertor und Stadtmauer angebautes Wohnhaus mit einfachem, konstruktivem Fachwerkgefüge. | Um 1800                                                                        | 41839 DDB  |
| weitere Bilder                                                                            | Untertor                                                | Dreieichenhain, Fahrgasse 65 LageFlur: 1, Flurstück: 129/4 | Dreigeschossiger, verputzter Torbau aus rotliegendem Bruchstein, Fachwerkaufbau mit Walmdach 1805 abgebrochen. | Mitte 15. Jahrhundert                                                          | 41840 DDB  |
| Alte Bergmühle                                                                            | Alte Bergmühle                                          | Dreieichenhain, Geißberg 25 LageFlur: 3, Flurstück: 518/3 | Erstmals 1420 erwähnt, auch „Stickertsmühle“ oder „Lauxenmühle“ genannt. Das Fachwerkhaus wird heute als Gasthaus genutzt. | Um 1700                                                                        | 41809 DDB  |
| Wohnhaus                                                                                  | Wohnhaus                                                | Dreieichenhain, Saalgasse 1 LageFlur: 1, Flurstück: 4/4 | Traufständiges Wohnhaus mit massivem, teilweise verändertem Erdgeschoss und Fachwerkobergeschoss. | Um 1700                                                                        | 41842 DDB  |
| weitere Bilder                                                                            | Saalhof                                                 | Dreieichenhain, Saalgasse 3 LageFlur: 1, Flurstück: 7/2 | Langgestrecktes giebelständiges Wohnhaus mit massivem Erdgeschoss und Zierfachwerk im Obergeschoss. | 1691                                                                           | 41843 DDB  |
| weitere Bilder                                                                            | Saalhof, herrschaftliches Haus, früher Oberförsterei    | Dreieichenhain, Saalgasse 5 LageFlur: 1, Flurstück: 9/4 | Traufständiges Fachwerkhaus mit massiver Erdgeschosswand und östlicher Giebelwand, Fachwerkobergeschoss, fünfseitigem Treppenanbau und seitlicher Auslucht mit Zwerchgiebel. Ehemals Forstmeisterhaus, Erbauungsjahr 1616 auf dem Ständer des Treppenturms. | 1616                                                                           | 41844 DDB  |
| Wohnhaus                                                                                  | Wohnhaus                                                | Dreieichenhain, Sandgasse 3 LageFlur: 1, Flurstück: 202/1 | Giebelständiges Wohnhaus mit konstruktivem Fachwerkgefüge, im Detail noch barocke Tradition erkennbar. | Ende 18. Jahrhundert                                                           | 41845 DDB  |
| Wohnhaus                                                                                  | Wohnhaus                                                | Dreieichenhain, Sandgasse 7 LageFlur: 1, Flurstück: 205/1 | Giebelständiges Wohnhaus mit einfachem, regelmäßigem, konstruktivem Fachwerkgefüge. Inschrift: „1803 den 13 May erbaut dieses Haus Iohanes Laux“. | 1803                                                                           | 41846 DDB  |
| Ehemalige Stadtschänke                                                                    | Ehemalige Stadtschänke                                  | Dreieichenhain, Solmische-Weiher-Straße 22 LageFlur: 1, Flurstück: 654/13 | Giebelständiger Steinbau mit symmetrischer, durch Sandsteinlisenen und -gurte gegliederter Putzfassade sowie historisierenden Zierformen. Ehemaliges Gasthaus Darmstädter Hof. | 1880                                                                           | 41847 DDB  |
| weitere Bilder                                                                            | Ehemaliges Spitalmeisterhaus                            | Dreieichenhain, Spitalgasse 2 LageFlur: 1, Flurstück: 178/1 | Großformatiger Bau mit [Fachwerkobergeschoss und] massivem Erdgeschoss auf hohem, abgeschrägtem Sockel, mit breiter Giebelfront und Krüppelwalm. (Quelle: Denkmaltopographie Kreis Offenbach, S. 108). Das gleichschenklige Dachdreieck an der Giebelseite wurde erst im Jahre 2019 richtig „verkrüppelt“ durch den Einbau einer Gaube (Nach der Gestaltungs- und Erhaltungssatzung für die historische Altstadt von Dreieichenhain nicht zulässig, § 7, Abs 2 u. 3, S. 5). | Nach 1400 (Kellergewölbe), 1559 (Aufbau)                                       | 41849 DDB  |
| Sachteile Torpfosten                                                                      | Sachteile Torpfosten                                    | Dreieichenhain, Spitalgasse 2 LageFlur: 1, Flurstück: 178/1 | Zwei Sandsteinpfosten mit Memento-mori-Motiven als Relief, Torpfosten eines 1764 abgebrochenen Spitals. | Um 1700                                                                        | 41848 DDB  |
| weitere Bilder                                                                            | Wohnhaus                                                | Dreieichenhain, Spitalgasse 3 LageFlur: 1, Flurstück: 172 | Traufständiges Wohnhaus mit einfachem Fachwerkgefüge. | 18. Jahrhundert                                                                | 41850 DDB  |
| weitere Bilder                                                                            | Ehemaliges Isenburgisches Amtshaus                      | Dreieichenhain, Spitalgasse 4 LageFlur: 1, Flurstück: 177/1 | Großformatiger Bau mit Bruchsteinmauerwerk im Erdgeschoss, Zierfachwerk im Obergeschoss und Krüppelwalmdach. Laut Inschrift erbaut durch den Isenburgischen Kammersekretär Weiprecht Schmidt, von 1779 bis 1961 lutherisches Pfarrhaus. | 1605                                                                           | 41851 DDB  |
| weitere Bilder                                                                            | Wohnhaus                                                | Dreieichenhain, Spitalgasse 6 LageFlur: 1, Flurstück: 174/1 | Traufständiges Fachwerkhaus, am südlichen Eckständer des Obergeschosses befindet sich ein „Schreckmännchen“. | 1655                                                                           | 41852 DDB  |
| weitere Bilder                                                                            | Trierischer Hof                                         | Dreieichenhain, Spitalgasse 10/12/14/16/18 LageFlur: 1, Flurstück: 142/1, 144/1, 144/2, 145/1                                                                                      | Dreiseitiger Gebäudekomplex, bestehend aus Querbau mit Rundbogenportal und zwei Seitenflügeln, alle drei mit Fachwerkobergeschoss über massivem Unterbau. Abschluss des Hofs zur Straße durch Hofportal-Rundbogen mit Wappenschild und Rosettenverzierung. | 1557                                                                           | 41855 DDB  |
| Wohnhaus                                                                                  | Wohnhaus                                                | Dreieichenhain, Spitalgasse 19 LageFlur: 1, Flurstück: 149 | Giebelständiges Fachwerkhaus mit traufseitig massiv ersetzter Wand im Erdgeschoss und Krüppelwalmdach. | Ende 18. Jahrhundert                                                           | 41853 DDB  |
| Bild gesucht BW                                                                           | Romanischer Keller                                      | Dreieichenhain, Spitalgasse 22 LageFlur: 1, Flurstück: 138 | Romanischer Keller von quadratischem Grundriss mit zwei Tonnengewölben, möglicherweise ehemals ebenerdige Halle eines ottonischen Pfortenhauses. | 11. Jahrhundert                                                                | 41854 DDB  |
| Stadtmauer mit Wehrtürmen                                                                 | Stadtmauer mit Wehrtürmen                               | Dreieichenhain, Stadtmauer, Alte Bogengasse 31/33, Der große Schießberg, Fahrgasse 63/65 LageFlur: 1, Flurstück: 1032, 1036, 1037, 1038, 1046/1–4, 127/1, 129/3, 129/4, 250/14, 77 | Fast vollständig geschlossener Ring, bestehend aus romanischer und gotischer Stadtmauer mit zwei halbrunden und einem runden Wehrturm. | 2. Hälfte 12. Jahrhundert (romanische Mauer), 14. Jahrhundert (gotische Mauer) | 715465 DDB |
| weitere Bilder                                                                            | Wohnhaus                                                | Dreieichenhain, Steingasse 1 LageFlur: 1, Flurstück: 217/1 | Fachwerkwohnhaus mit niedrigem, massiv erneuertem Erdgeschoss. | 1615, um 1800 erneuert                                                         | 41856 DDB  |
| Wohnhaus                                                                                  | Wohnhaus                                                | Dreieichenhain, Steingasse 2 LageFlur: 1, Flurstück: 218 | Giebelständiges Wohnhaus mit einfachem, regelmäßigem, weitgehend ungestörtem Fachwerkgefüge. | Um 1800                                                                        | 41857 DDB  |
| weitere Bilder                                                                            | Gebäudegruppe aus Wohnhaus mit Anbau und Doppelwohnhaus | Dreieichenhain, Steingasse 4, 6, 8 LageFlur: 1, Flurstück: 219, 220/1, 221/1 | Gebäudegruppe aus Wohnhaus mit Anbau, Doppelwohnhaus und kleiner Doppelscheune auf gegenüberliegender Straßenseite. |                                                                                | 41858 DDB  |
| weitere Bilder                                                                            | Wohnhaus und Scheune                                    | Dreieichenhain, Steingasse 10/12 LageFlur: 1, Flurstück: 222/3, 222/4 | Ehemalige Hofreite aus traufständigem Fachwerkwohnhaus und Scheune, teilweise modern erneuert und umgebaut. Über der Hauseingangstür von Haus Nr. 10 befand sich die Inschrift: „Görg Stroh AO 1721“. Der Türsturz wurde bei einem Umbau entfernt und an dem heutigen Wohnhaus Steingasse 12 – einer ehemaligen Scheune – über dem Eingang im Hof angebracht. | 1721                                                                           | 41859 DDB  |
| weitere Bilder                                                                            | Ehemaliges Rathaus/Vieuxtemps-Haus                      | Dreieichenhain, Taunusstraße 1 LageFlur: 1, Flurstück: 173/4 | Traufseitig verputztes Fachwerkhaus mit massiv vorgeblendeten Giebelwänden und zweiläufiger Freitreppe. Tafelinschrift am Südgiebel: Henri Vieuxtemps. Berühmter Geigenspieler und Komponist wohnte in diesem Hause in den Jahren 1855-1866 [vielmehr 1864]. Von 1895 bis 1906 Schule, von 1940 bis 1976 Rathaus, später Bauamt. | 1710                                                                           | 41860 DDB  |
| Jüdischer Friedhof                                                                        | Jüdischer Friedhof                                      | Dreieichenhain, Wacholderweg LageFlur: 2, Flurstück: 651/72 | Von Umfassungsmauer umgebende Friedhofsanlage mit Grabsteinen, meist aus Sandstein, teilweise mit hebräischen Inschriften. | 1875                                                                           | 41861 DDB  |
| weitere Bilder                                                                            | Kriegerdenkmal                                          | Dreieichenhain, Waldstraße, Am Kirscheck LageFlur: 2, Flurstück: 1010, 1019, 1027, 1028, 1048, 657/4                                                                               | Obelisk mit Relief und Inschrift auf Sockel mit Inschrift, beide aus Sandstein. Denkmal für die Gefallenen im Deutsch-Französischen Krieg 1870/71. |                                                                                | 41863 DDB  |

### Götzenhain
| Bild                                    | Bezeichnung                             | Lage                                                                                   | Beschreibung | Bauzeit | Objekt-Nr. |
| --------------------------------------- | --------------------------------------- | -------------------------------------------------------------------------------------- | --- | --- | ---------- |
| Gesamtanlage Dorfgärten                 | Gesamtanlage Dorfgärten                 | Götzenhain, Dorfgärten Lage                                                            | Ring von Gartenparzellen um den Götzenhainer Ortskern herum, im Norden durch neuere Bebauung unterbrochen. | | 41867 DDB  |
| Lindborn-Brunnen                        | Lindborn-Brunnen                        | Götzenhain, Am Kleeweiher LageFlur: 4, Flurstück: 100                                  | Auch „Gerhardborn“ oder „Siegfriedsbrunnen“ genannte Brunnenanlage, die erstmals 1537 erwähnt wurde. Der Name „Lindborn“ leitet sich von einer alten Linde in der Nähe des Brunnens ab, die 1938 bei einem Sturm umstürzte. Die Anlage besteht aus einem ca. 40 cm tiefen und 88 cm breiten Quelltopf, dessen Rand von drei Segmenten aus Rotliegendem gebildet wird. | 1537 erste Erwähnung | 823232 DDB |
| Rathaus, ehemalige Schule               | Rathaus, ehemalige Schule               | Götzenhain, Bleiswijker Straße 2 LageFlur: 1, Flurstück: 1730                          | Zweigeschossiger historistischer Schulbau aus rot-gelbem Klinkermauerwerk mit Mittelrisalit und flachem Walmdach. | 1902 | 41868 DDB  |
| Hofgut Neuhof                           | Hofgut Neuhof                           | Götzenhain, Der Neuhof LageFlur: 7, Flurstück: 26/1, 26/2                              | Um weiträumigen Wirtschaftshof rechteckig angelegter Gutskomplex, bestehend aus zweigeschossigem barockem Herrenhaus, Bruchsteinscheunen und -stallungen sowie Erweiterungsbauten jüngerer Zeit. | Um 1500 | 41876 DDB  |
| Steinkreuz                              | Steinkreuz                              | Götzenhain, Hainer Weg LageFlur: 5, Flurstück: 238/21                                  | Sühnekreuz aus Rotliegendem mit leicht keilförmigen Armen. | Eingrenzung auf 13. bis 16. Jahrhundert                                                                                         | 41869 DDB  |
| Hengstbachbrücke                        | Hengstbachbrücke                        | Götzenhain, Hengstbach (Schießgartenstraße) LageFlur: 3, Flurstück: 81                 | Kleine Sandsteinbrücke mit flachem Bogen aus Quadern und Bruchstein. | 17./18. Jahrhundert | 41871 DDB  |
| Kirchborn-Brunnen                       | Kirchborn-Brunnen                       | Götzenhain, Kirchbornweiher LageFlur: 8, Flurstück: 99                                 | Niedriger runder Brunnen aus Sandsteinquadern mit monolithischem massivem Sandsteinring als oberem Abschluss. | | 41877 DDB  |
| weitere Bilder                          | Schloss Philippseich                    | Götzenhain, Philippseicher Straße (L 3317) 3–9 LageFlur: 4, Flurstück: 166/1, 167, 168 | Gesamtanlage Schloss Philippseich, bestehend aus evangelischer Schlosskirche (Saalbau mit Turmvorbau), „Grünem Bau“ (Putzbau mit Krüppelwalmdach; einst Jagdschloss und Orangerie, heute Wohnhaus), Försterei (eingeschossiger Barockbau mit Krüppelwalmdach) und ehemaligem Schloss (langgestrecktes verputztes Gebäude mit Mansarddach).                            | 1666/67 (Vorgängerbau), 1794–1800 (Schloss), Anfang 18. Jahrhundert (Schlosskirche), 1699–1700 („Grüner Bau“), 1782 (Försterei) | 41875 DDB  |
| Evangelische Pfarrkirche                | Evangelische Pfarrkirche                | Götzenhain, Rheinstraße 31 LageFlur: 1, Flurstück: 268                                 | Unverputzter Werksteinbau aus Rotliegendem mit halbrundem Chor, Langhaus und halb eingestelltem Turm mit Haubenhelm, Laterne und Turmkreuz. | 1775/76 | 41870 DDB  |
| Bahnhof                                 | Bahnhof                                 | Götzenhain, Ringwaldstraße 28 LageFlur: 4, Flurstück: 12/6                             | Geduckter Typenbau mit axialen Giebeln auf beiden Seiten. | 1908 | 793803 DDB |
| Sachteile Aushängeschild und Torpfosten | Sachteile Aushängeschild und Torpfosten | Götzenhain, Wallstraße 2 LageFlur: 1, Flurstück: 137/2                                 | Wirtshausschild des Gasthofs Krone mit schmiedeeisernem Ausleger in spätbarocken Formen. | vermutlich 19. Jahrhundert | 41872 DDB  |
| Wohnhaus                                | Wohnhaus                                | Götzenhain, Wallstraße 3 LageFlur: 1, Flurstück: 374                                   | Giebelständiges Wohnhaus mit weitgehend erhaltenem, regelmäßigem, konstruktivem Fachwerk. Teil einer ehemaligen Hakenhofreite. | Um 1800 | 41873 DDB  |
| weitere Bilder                          | Wohnhaus                                | Götzenhain, Wallstraße 5 LageFlur: 1, Flurstück: 373                                   | Traufständiges Wohnhaus mit geradem, konstruktivem Fachwerk und Krüppelwalmdach. Giebelwände im Erdgeschoss teilweise massiv erneuert. | Anfang 19. Jahrhundert | 41874 DDB  |

### Offenthal
| Bild                        | Bezeichnung                 | Lage                                                                     | Beschreibung | Bauzeit                                 | Objekt-Nr. |
| --------------------------- | --------------------------- | ------------------------------------------------------------------------ | --- | --------------------------------------- | ---------- |
| Gesamtanlage Ortsmitte      | Gesamtanlage Ortsmitte      | Offenthal Lage                                                           | Die Gesamtanlage umfasst die Gebäude im näheren Umkreis der evangelischen Pfarrkirche entlang der Dieburger und Mainzer Straße. Hier sind die historische Bebauungsstruktur und die Gebäudesubstanz in besonders hoher Dichte erhalten geblieben. |                                         | 784071 DDB |
| weitere Bilder              | Wohnhaus                    | Offenthal, Am Alten Rathaus 15 LageFlur: 1, Flurstück: 333/1             | Giebelständiges Wohnhaus mit regelmäßigem, konstruktivem Fachwerkgefüge und Krüppelwalmdach. | Um 1800                                 | 41879 DDB  |
| weitere Bilder              | Ehemaliges Rathaus/Schule   | Offenthal, Am Alten Rathaus 17 LageFlur: 1, Flurstück: 330/2             | Traufständiges Wohnhaus mit überbauter Hofeinfahrt, einfachem konstruktivem Fachwerkgefüge und massiven Seitenwänden. Zeitweise als Schule, später als Rathaus genutzt.                                                                           | Um 1800                                 | 41880 DDB  |
| weitere Bilder              | Wohnhaus                    | Offenthal, Am Alten Rathaus 19 LageFlur: 1, Flurstück: 298               | Giebelständiges Wohnhaus mit wohlerhaltenem Fachwerk. | Mitte 18. Jahrhundert                   | 41881 DDB  |
| weitere Bilder              | Sachteil Torpfosten         | Offenthal, Am Alten Rathaus 21 LageFlur: 1, Flurstück: 297               | Sandstein-Torpfosten mit Quaderung und Aufsatz in Form einer Pyramide mit Knaufabschluss. | 1736                                    | 41882 DDB  |
| weitere Bilder              | Wohnhaus                    | Offenthal, Am Alten Rathaus 23 LageFlur: 1, Flurstück: 296               | Giebelständiges Fachwerkhaus mit teilweise massiv ersetzter Traufwand. | 18. Jahrhundert                         | 41883 DDB  |
| weitere Bilder              | Wohnhaus                    | Offenthal, Am Alten Rathaus 24 LageFlur: 1, Flurstück: 314               | Traufständiges Fachwerkhaus mit verändertem Untergeschoss und Halbwalm zur Kirchgasse. | 1742                                    | 784072 DDB |
| weitere Bilder              | Wohnhaus                    | Offenthal, Am Alten Rathaus 27/29 LageFlur: 1, Flurstück: 294            | Giebelständiges Wohnhaus mit konstruktivem Fachwerkgefüge und traufseitig massiv aufgemauertem Erdgeschoss. | Um 1730                                 | 784073 DDB |
| weitere Bilder              | Bahnhof                     | Offenthal, Am Bahnhof 4 LageFlur: 8, Flurstück: 104/7                    | Geduckter Typenbau mit axialen Giebeln auf beiden Seiten. | 1908                                    | 793809 DDB |
| Steinkreuz                  | Steinkreuz                  | Offenthal, An der Tränk B 486 LageFlur: 6, Flurstück: 102                | Sühnekreuz aus Rotliegendem mit gerundeten Armen, Kopf und Kanten. | Eingrenzung auf 13. bis 16. Jahrhundert | 41888 DDB  |
| weitere Bilder              | Hofreite                    | Offenthal, Bahnhofstraße 14 LageFlur: 1, Flurstück: 90                   | Vollständig erhaltene Hofreite, bestehend aus Fachwerkwohnhaus und teils massiven Stallanbauten. Der Hof wird durch die Gebäude dreiseitig abgeschlossen.                                                                                         | Um 1750                                 | 784074 DDB |
| Ehemaliges Gemeindebackhaus | Ehemaliges Gemeindebackhaus | Offenthal, Dieburger Straße 2 LageFlur: 1, Flurstück: 205                | Traufständiges, zweigeschossiges Wohnhaus mit massiv erneuertem Erdgeschoss und verschindeltem Fachwerkobergeschoss. | Um 1720                                 | 784075 DDB |
| Wohnhaus und Scheune        | Wohnhaus und Scheune        | Offenthal, Dieburger Straße 7 LageFlur: 1, Flurstück: 308                | Traufständiges, zweigeschossiges, fast vollständig verschindeltes Fachwerkwohnhaus. Eingang und Stallzone sind massiv aufgemauert. | 1756                                    | 784076 DDB |
| weitere Bilder              | Wohnhaus                    | Offenthal, Dieburger Straße 10 LageFlur: 1, Flurstück: 207               | Giebelständiges Wohnhaus mit fast vollständig erhaltenem, einfachem, konstruktivem Fachwerkgefüge. | 1721                                    | 41885 DDB  |
| weitere Bilder              | Zwei Steinkreuze            | Offenthal, Im Haag (Hainer Weg) LageFlur: 5, Flurstück: 16               | Zwei Sühnekreuze unterschiedlicher Größe. Ein Arm des größeren Kreuzes ist verstümmelt, auf einer seiner Seiten ist ein Kreuz eingetieft. | Eingrenzung auf 13. bis 16. Jahrhundert | 41865 DDB  |
| Evangelische Pfarrkirche    | Evangelische Pfarrkirche    | Offenthal, Kirchgasse, Dieburger Straße LageFlur: 1, Flurstück: 310, 311 | Gotisches Kirchengebäude mit dreiseitig geschlossenem Chor im Osten und Wehrturm mit achteckigem Spitzhelm im Westen. | Um 1400                                 | 41884 DDB  |
| Kriegerdenkmal              | Kriegerdenkmal              | Offenthal, Kirchgasse, Dieburger Straße LageFlur: 1, Flurstück: 311      | Kriegerdenkmal 1914/18 im Wehrkirchhof der Pfarrkirche. | 1925                                    | 41884 DDB  |
| weitere Bilder              | Gasthaus Zur Linde          | Offenthal, Mainzer Straße 2 LageFlur: 1, Flurstück: 313/6                | Giebelständiges Wohnhaus in Ecklage mit aufwändigem Zierfachwerk, ehemaliger Gasthof Zur Linde. | 1671                                    | 41889 DDB  |
| weitere Bilder              | Gasthaus Darmstädter Hof    | Offenthal, Mainzer Straße 4 LageFlur: 1, Flurstück: 316                  | Traufständiges Wohnhaus mit geradem konstruktivem Fachwerkgefüge, ehemaliges Gasthaus Darmstädter Hof. | Mitte 19. Jahrhundert                   | 41887 DDB  |
| weitere Bilder              | Wohnhaus                    | Offenthal, Mainzer Straße 14 LageFlur: 1, Flurstück: 321/1               | Giebelständiges Wohnhaus mit ungestörtem konstruktivem Fachwerkgefüge (giebelseitig hinter Verschindelung) und massiv aufgemauerter Stallzone im hinteren Bereich.                                                                                | 18. Jahrhundert                         | 784077 DDB |
| Hofreite                    | Hofreite                    | Offenthal, Mainzer Straße 22 LageFlur: 1, Flurstück: 340                 | Hofreite, bestehend aus giebelständigem Wohnhaus mit wenig verändertem, konstruktivem Fachwerkgefüge und Krüppelwalmdach sowie einer zu diesem quergestellten Fachwerkscheune.                                                                    | 1807                                    | 784078 DDB |
| Wohnhaus                    | Wohnhaus                    | Offenthal, Rückertsweg 4 LageFlur: 1, Flurstück: 338/2                   | Giebelständiges, eingeschossiges, verschiefertes Fachwerkhaus mit hohem Mansarddach. | Anfang 19. Jahrhundert                  | 784079 DDB |
| weitere Bilder              | Wohnhaus                    | Offenthal, Rückertsweg 7 LageFlur: 1, Flurstück: 344/1                   | Eingeschossiges verputztes Fachwerkhaus, ehemaliges Kleinbauern-/Handwerkerhaus. | Um 1800                                 | 784080 DDB |

### Sprendlingen
| Bild                        | Bezeichnung                                    | Lage                                                                                 | Beschreibung | Bauzeit                                  | Objekt-Nr. |
| --------------------------- | ---------------------------------------------- | ------------------------------------------------------------------------------------ | --- | ---------------------------------------- | ---------- |
| Gesamtanlage Tempelstraße   | Gesamtanlage Tempelstraße                      | Sprendlingen, Tempelstraße 18, 20, 21, 23 LageFlur: 1, Flurstück: 630, 631, 645, 646 | Die Gesamtanlage umfasst mehrere Hofreiten mit giebelständigen Fachwerkhäusern des barocken und konstruktiven Typs sowie eine traufständige Zeile aus zwei Scheunen, von denen eine bereits früh zu Wohnzwecken umgebaut wurde.                                                        | Um 1800                                  | 715493 DDB |
| Wohnhaus                    | Wohnhaus                                       | Sprendlingen, Alberusstraße 2/4 LageFlur: 1, Flurstück: 386                          | Giebelständiges Fachwerkhaus mit traufseitig massiv erneuertem Erdgeschoss und Krüppelwalmdach. | 2. Hälfte 18. Jahrhundert                | 41892 DDB  |
| Wohnhaus                    | Wohnhaus                                       | Sprendlingen, Alberusstraße 9 LageFlur: 1, Flurstück: 369                            | Giebelständiges, eingeschossiges, extrem schmales Wohnhaus mit weitgehend intaktem Fachwerkgefüge. | Um 1800                                  | 41893 DDB  |
| Ehemalige Bürgermeisterei   | Ehemalige Bürgermeisterei                      | Sprendlingen, Alberusstraße 11 LageFlur: 1, Flurstück: 368                           | Giebelständiges Wohnhaus mit weitgehend erhaltenem, frühbarockem Fachwerkgefüge mit Zierformen. Ehemals als Bürgermeisterei genutzt. | Um 1700                                  | 41894 DDB  |
| Wohnhaus                    | Wohnhaus                                       | Sprendlingen, Alberusstraße 18 LageFlur: 1, Flurstück: 394/1                         | Traufständiges Wohnhaus mit im Erdgeschoss teilweise gestörtem Fachwerkgefüge. |                                          | 41895 DDB  |
| Wohnhaus                    | Wohnhaus                                       | Sprendlingen, Darmstädter Straße 8 LageFlur: 1, Flurstück: 371                       | Traufständiges Wohnhaus mit massiv erneuertem Erdgeschoss, Fachwerkobergeschoss und einseitigem Krüppelwalm. | Anfang 18. Jahrhundert                   | 41896 DDB  |
| Wohnhaus                    | Wohnhaus                                       | Sprendlingen, Darmstädter Straße 15 LageFlur: 1, Flurstück: 347/1                    | Eingeschossiges Fachwerkwohnhaus, typisches Kleinbürger-/Ackerbürger-/Auszüglerhaus. | 1746                                     | 41897 DDB  |
| „Villa Schott“              | „Villa Schott“                                 | Sprendlingen, Darmstädter Straße 70 LageFlur: 1, Flurstück: 754                      | Massiver blockhafter Putzbau mit stark dimensionierten Sandsteinprofilen und flach geneigtem, weit überstehendem Dach. | Um 1885                                  | 41898 DDB  |
| weitere Bilder              | Katholische Kirche St. Laurentius              | Sprendlingen, Eisenbahnstraße 57 LageFlur: 15, Flurstück: 900/2                      | Natursteinverkleidetes Kirchengebäude, bestehend aus sattelbedachtem Kirchenschiff auf längsrechteckigem Grundriss mit gedrungenem Chorturm im Osten, niedrigem sattelbedachten Anbau im Südwesten und einem Verbindungsbau zum zweigeschossigen walmbedachten Pfarrhaus im Nordosten. | 1935                                     | 784126 DDB |
| Evangelische Christuskirche | Evangelische Christuskirche                    | Sprendlingen, Fichtestraße 31 LageFlur: 10, Flurstück: 461/2                         | Nach Plänen des Neu-Isenburger Architekten Ludwig Jakob gestaltetes Kirchengebäude, bestehend aus sattelbedachtem Kirchenschiff, Campanile, Gemeindesaal und Pfarrhaus. | 1957                                     | 784081 DDB |
| Ruhe                        | Ruhe                                           | Sprendlingen, Frankfurter Straße (bei Nr. 160) LageFlur: 9, Flurstück: 496/5         | Dreiteilige Sandstein-Ruhe aus waagerechten und senkrechten Hausteinen mit Eisenverklammerung und eingefügter Bronzetafel. | Mitte 18. Jahrhundert                    | 41904 DDB  |
| weitere Bilder              | Rathaus                                        | Sprendlingen, Hauptstraße 17 LageFlur: 2, Flurstück: 858/3                           | Verputzter Massivbau mit Rundbogentor und sockelartiger Sandsteinverkleidung im Erdgeschoss, Sandsteinerker entlang der gesamten Giebelfront, steilem Satteldach mit kleinem Krüppelwalm und Dachreiter mit Haubenlaterne. Bildet zusammen mit der Stadtapotheke ein Gebäudeensemble.  | 1910                                     | 41899 DDB  |
| weitere Bilder              | Apotheke                                       | Sprendlingen, Hauptstraße 19 LageFlur: 2, Flurstück: 848                             | Verputzter Massivbau mit sockelartiger Sandsteinverkleidung im Erdgeschoss, Eckerker und steilem Satteldach mit kleinem Krüppelwalm. Bildet zusammen mit dem Rathaus ein Gebäudeensemble.                                                                                              | 1909                                     | 41900 DDB  |
| Wohn- und Geschäftshaus     | Wohn- und Geschäftshaus                        | Sprendlingen, Hauptstraße 20 LageFlur: 1, Flurstück: 321                             | Traufständiges Wohnhaus mit überbauter Hofeinfahrt, durch Ladeneinbauten vollständig verändertem Erdgeschoss, konstruktivem regelmäßigem Fachwerkgefüge im Obergeschoss und Krüppelwalmdach.                                                                                           | 1793                                     | 41901 DDB  |
| Wohnhaus                    | Wohnhaus                                       | Sprendlingen, Hauptstraße 22/24 LageFlur: 1, Flurstück: 309, 310                     | Giebelständiges Wohnhaus mit weitgehend erhaltenem, einfachem, konstruktivem Fachwerkgefüge. | Um 1800                                  | 41902 DDB  |
| Wohn- und Geschäftshaus     | Wohn- und Geschäftshaus                        | Sprendlingen, Hauptstraße 76 LageFlur: 2, Flurstück: 236/1                           | Traufständiges Wohnhaus mit durch Ladeneinbau vollständig verändertem Erdgeschoss, wohlerhaltenem Fachwerkobergeschoss und Krüppelwalmdach. | Mitte 18. Jahrhundert                    | 41903 DDB  |
| Wohnhaus                    | Wohnhaus                                       | Sprendlingen, Hellgasse 3 LageFlur: 1, Flurstück: 439                                | Giebelständiges Wohnhaus mit regelmäßigem, konstruktivem Fachwerkgefüge und Krüppelwalmdach. Teil eines Hakenhofes. | Um 1800                                  | 41905 DDB  |
| Wohnhaus                    | Wohnhaus                                       | Sprendlingen, Hellgasse 5 LageFlur: 1, Flurstück: 438                                | Giebelständiges Wohnhaus mit geradem, konstruktivem Fachwerkgefüge und Krüppelwalmdach. Teil eines Hakenhofes. | Um 1800                                  | 41906 DDB  |
| Wohnhaus                    | Wohnhaus                                       | Sprendlingen, Hellgasse 6 LageFlur: 1, Flurstück: 398                                | Giebelständiges, eingeschossiges Fachwerkhaus mit Krüppelwalmdach. | 1772                                     | 41907 DDB  |
| weitere Bilder              | Jüdischer Friedhof                             | Sprendlingen, Lacheweg LageFlur: 2, Flurstück: 927                                   | Ummauerter Bereich innerhalb des Sprendlinger Friedhofs mit 105 unterschiedlich großen Grabsteinen, teilweise mit hebräischen Inschriften. | 1831                                     | 41910 DDB  |
| Kriegerdenkmal              | Kriegerdenkmal                                 | Sprendlingen, Lacheweg 1 LageFlur: 2, Flurstück: 926/1                               | Kriegerdenkmal aus Sandstein in Form einer Flammenschale auf hohem quadratischem Sockel mit Inschrift. Für die gefallenen Sprendlinger Soldaten im Deutsch-Französischen Krieg 1870/71 errichtet.                                                                                      |                                          | 41909 DDB  |
| Ruhe                        | Ruhe                                           | Sprendlingen, Offenbacher Straße (bei Nr. 77) LageFlur: 8, Flurstück: 174/2          | Dreiteilige Sandstein-Ruhe aus waagerechten und senkrechten Hausteinen mit Eisenverklammerung. | Mitte 18. Jahrhundert                    | 41864 DDB  |
| weitere Bilder              | Evangelisch-Methodistische Auferstehungskirche | Sprendlingen, Poststraße 26 LageFlur: 11, Flurstück: 282/1                           | Das Kirchengebäude besteht aus einem schlanken pyramidalen Glockenturm (Kupferblech-Holz-Konstruktion) und einem zweigeschossigen verputzten Kirchenschiff mit Satteldach, errichtet auf sechseckigem Grundriss.                                                                       | 1966/67                                  | 784168 DDB |
| Mikwe                       | Mikwe                                          | Sprendlingen, Schulstraße 49 (bei Hellgasse 15) LageFlur: 1, Flurstück: 433/2        | Überwölbter unterirdischer Raum mit zwei gepflasterten Ebenen und Bruchsteinwänden. Heute unterhalb der Scheune des Anwesens Schulstraße 49 gelegen. |                                          | 41908 DDB  |
| Wohnhaus mit Ladenanbau     | Wohnhaus mit Ladenanbau                        | Sprendlingen, Sprendlinger Weg 11 LageFlur: 1, Flurstück: 524/2                      | Wohnhaus mit teilweise verändertem Fachwerkgefüge. Daran anschließend ein Ladenanbau mit vorgesetzter Backsteinfassade und jugendstilartiger Kachelung im Inneren, ehemaliger Metzgerladen.                                                                                            | Um 1800 (Wohnhaus), um 1900 (Ladenanbau) | 41912 DDB  |
| „Schwedenhaus“              | „Schwedenhaus“                                 | Sprendlingen, Sprendlinger Weg 22/24 LageFlur: 1, Flurstück: 503/1                   | Das Fachwerkhaus mit nahezu ungestörtem Gefüge im Obergeschoss ist eines der ältesten Gebäude Sprendlingens. | 1679                                     | 41913 DDB  |
| weitere Bilder              | Evangelisches Pfarrhaus                        | Sprendlingen, Tempelstraße 1 LageFlur: 1, Flurstück: 477                             | Traufständiges Gebäude mit schmucklosem konstruktivem Fachwerkgefüge über hohem massivem Sockel, zweiläufiger Freitreppe und symmetrischer Fassadengliederung. | 1779/80                                  | 41914 DDB  |
| weitere Bilder              | Evangelische Erasmus-Alberus-Kirche            | Sprendlingen, Tempelstraße 2 LageFlur: 1, Flurstück: 473/3                           | Schlichter Saalbau mit dreiseitigem Chor und verschiefertem Dachturm mit Haubenlaterne. | 1716–18                                  | 41915 DDB  |
| Bahnhof                     | Bahnhof                                        | Sprendlingen, Theodor-Heuss-Straße 19 LageFlur: 1, Flurstück: 23/3                   | Geduckter Typenbau mit zum Gleis ausgerichteten Giebeln und zur Stadt zeigendem Uhrtürmchen. | 1904/05                                  | 793807 DDB |